# إبراهام هير سميث
إبراهام هير سميث هو محامي وسياسي أمريكي، ولد في 7 مارس 1815 في ميلرسفيل في الولايات المتحدة، وتوفي في 16 فبراير 1894 في لانكستر في الولايات المتحدة. نشط حزبياً في الحزب الجمهوري. وقد انتخب عضو مجلس ولاية بنسيلفانيا ‏ وانتخب عضو مجلس نواب بنسيلفانيا ‏ وانتخب عضو مجلس النواب الأمريكي ‏.